# Antilimite
En analyse, l'antilimite désigne la limite (finie) qu'on peut associer à une suite divergente. On peut la calculer par une méthode de sommation, une technique d'accélération de convergence ou par prolongement analytique.  Le terme a été introduit par Daniel Shanks en 1955.

## Définition
Dans son article de 1955, Daniel Shanks s'intéresse aux transformations de suites de la forme
{\displaystyle s_{n}=s+\sum _{i=0}^{k}c_{i}g_{i}(n),\ \forall n\in \mathbb {N} .}
avec s, c0, ..., ck, des constantes et g0, ..., gk, des fonctions. Dans le cas où (sn) ne converge pas, Shanks désigne s comme l'antilimite de la suite et dit que « (sn) diverge de s ».
Par prolongement analytique
On se place dans le cas où la suite (sn) est une série divergente :
{\displaystyle s_{n}=\sum _{k=0}^{n}a_{k}\longrightarrow +\infty }
On considère la série génératrice liée :
{\displaystyle s_{n}(x)=\sum _{k=0}^{n}a_{k}x^{k}}
Si cette série de fonctions converge sur un disque de convergence de rayon 0 < ρ ≤ 1, il existe une fonction S telle :
{\displaystyle \forall x\in [0,\rho [,\,\sum _{n=0}^{+\infty }a_{n}x^{n}=S(x).}
Cette fonction S peut être définie hors du disque de convergence, notamment en x = 1 et y avoir une valeur finie. Cette valeur s = S(1) est alors appelée antilimite de la série ∑an.

## Exemples
- Une série divergente peut se voir associer des valeurs finies par des procédés de sommation, comme la série de Grandi

{\displaystyle \sum _{n=0}^{+\infty }(-1)^{n}={\frac {1}{2}}}
ou la série alternée des entiers
{\displaystyle \sum _{n=1}^{+\infty }(-1)^{n-1}n={\frac {1}{4}}}
- La suite de sommes partielles

{\displaystyle s_{n}=\sum _{k=1}^{n}{\frac {(-2)^{k-1}}{k}}}
est grossièrement divergente, cependant, on peut reconnaitre le développement en série entière du logarithme naturel :
{\displaystyle -{\frac {1}{x}}\ln(1-x)=\sum _{n=1}^{+\infty }{\frac {x^{n-1}}{n}}}
pris en x = -2, qui est hors du disque de convergence (le rayon de convergence de cette série vaut 1). Ainsi, 1/2ln(3) est l'antilimite de la série :
{\displaystyle \sum _{n=1}^{+\infty }{\frac {(-2)^{n-1}}{n}}={\frac {1}{2}}\ln(3).}